# Viktoras Fiodorovas
Viktoras Fiodorovas (ur. 29 stycznia 1987 w Kiejdanach) – litewski polityk, poseł na Sejm Republiki Litewskiej.

## Życiorys
W 2005 ukończył szkołę średnią w rodzinnej miejscowości, po czym studiował na Uniwersytecie Michała Römera. W latach 2007–2009 był przewodniczącym organizacji młodzieżowej „Darbas”, po czym do 2012 pełnił funkcję posła do Parlamentu Europejskiego Viktora Uspaskicha, lidera Partii Pracy. W 2011 zasiadł w radzie rejonu kiejdańskiego.
W latach 2012–2016 z ramienia Partii Pracy sprawował mandat posła na Sejm. Później zajmował się produkcją programów telewizyjnych, pracował też jako dyrektor centrali swojego ugrupowania. W wyniku wyborów w 2020 po raz drugi został wybrany na deputowanego. W trakcie kadencji opuścił swoją partię. W 2024 utrzymał mandat poselski jako kandydat niezależny.